# Кет Блек
Кет Блек (англ. Kat Blaque) — американська активістка і ютуберка.

## Життєпис
Блек народилася в Лінвуді, Каліфорнія, і виросла у Волнаті, Каліфорнія. 
У середній школі Блек почала ставити під сумнів її гендерну ідентичність і почала ідентифікувати себе як гендерквір. Вона почала ідентифікувати себе як транс-жінка в коледжі.
Блек закінчила Каліфорнійський інститут мистецтв у 2012 році зі ступенем бакалавра анімації персонажів.

## Кар'єра

### YouTube
Блек розпочала відеоблог у грудні 2010 року. Її канал на YouTube Kat Blaque зосереджений на обговоренні питання раси, статі та інших питань соціальної справедливості. Блек описала себе, сказавши: "Я жінка, я чорна, я пишна і я транс. Є багато речей, з якими я маю справу. Коли я говорю про ці речі, я буквально говорю про моє втілення цих перетинів".

### Ілюстрації
У 2015 році Блек також об’єдналася з колегою-художницею та ютуберкою Франческою Ремзі, щоб анімувати історію Рамзі «Sometimes You're A Caterpillar». Цей короткометражний фільм стосується привілеїв і з тих пір був опублікований на кількох сайтах, включаючи Everyday Feminism, Upworthy, Mic та MTV.